# Asura infumata
Asura infumata là một loài bướm đêm thuộc phân họ Arctiinae, họ Erebidae.